# Daniel Paladini
Daniel Paladini (Northridge, 11 november 1984) is een Amerikaans betaald voetballer.

## Clubcarrière
Paladini werd in de MLS Supplemental Draft 2006 als vierentwintigste gekozen door Los Angeles Galaxy. Bij Los Angeles wist hij echter niet door te breken en aan het eind van het seizoen verliet hij de club alweer. In 2007 speelde hij voor de San Fernando Valley Quakes. Op 26 maart 2008 tekende hij bij Chivas USA. Hij maakte zijn MLS debuut op 11 mei 2008 tegen New England Revolution. 
Op 9 februari 2009 tekende Paladini bij Carolina RailHawks FC. Bij de RailHawks ontwikkelde hij zich tot een belangrijke speler van het team. In 2009 werd hij als de club's MVP bekroont, een prijs voor de meest belangrijke speler voor een club. Paladini keerde op 10 januari 2011 terug op het hoogste Amerikaanse niveau, de Major League Soccer, bij Chicago Fire. Hij maakte zijn debuut voor de club op 17 maart 2012 tegen Montreal Impact. Op 22 augustus 2012 scoorde hij tegen D.C. United zijn eerste doelpunt voor de club. Op 20 december 2013 tekende hij bij Columbus Crew. Hij speelde er slechts vier wedstrijden en verliet de club aan het einde van het seizoen.

## Privéleven
Op 29 oktober 2014 werd Paladini door de MLS geschorst nadat de politie naar Paladini's huis was gestuurd wegens een melding van huiselijk geweld. In januari van 2015 maakte de rechtbank bekend dat Paladini zijn verloofde Sarah Alexander geschopt en geslagen had. Verder zou hij haar ook naar de grond geduwd hebben, haar aan haar haren meegetrokken hebben en bleekmiddel over haar hoofd hebben gegoten. 